# Manuel Aparcero León
Manuel Aparcero León (Azuaga, 25 de julio de 1919 -Chipiona, Cádiz, 1971) es un político español y alcalde de Chipiona desde 1955 a 1956.

## Biografía
Cursó sus estudios en Chipiona, Zaragoza, Madrid y en Cádiz. Se vino con su mujer, natural de Victoria (Álava), a los 23 años de edad. Su padre era de Azuaga. Estuvo casado y fue padre de cinco hijos, uno de ellos era, Luis Mario Aparcero Fernández (alcalde de Chipiona). 
Destinado como maestro nacional en la escuela unitaria de niños, en El Lejío (playa del Muelle), en la política comienza como alcalde en 1955, cargo que ocupa hasta 1956. Además, durante su mandato, se mejoró la Calle Isaac Peral. 
Por último, hay una escuela que lleva su nombre, CEIP Manuel Aparcero León, en Chipiona, del cual su hijo, Luis Aparcero, trabaja allí como profesor de Matemáticas.